# Градешница (Новаци)
Градешница (мкд. Градешница)је насеље у Северној Македонији, у јужном делу државе. Градешница припада општини Новаци.

## Географија
Насеље Градешница је смештено у крајње јужном делу Северне Македоније, близу државне границе са Грчком (10 km јужно од села). Од најближег већег града, Битоља, насеље је удаљено 52 km источно.
Градешница се налази у јужном делу високопланинске области Маријово, као једно од најзабаченијих, али и етнички најчистијих делова православног словенског живља на тлу Македоније. Насеље је положено на омањој висоравни, од које се јужно издиже планина Ниџе. Западно од села протиче Црна река, која у овом делу тока прави велику клисуру. Надморска висина насеља је приближно 860 метара.
Клима у насељу је планинска због знатне надморске висине.

## Становништво
Градешница је према последњем попису из 2002. године имала 89 становника. 
Претежно становништво су етнички Македонци (99%).
Већинска вероисповест је православље.